# 뉴스로 세계일주 위클리 월드
《뉴스로 세계일주 위클리 월드》는 토요일 저넉 7시 55분에 방송되는 OBS경인TV의 주간 국제 뉴스 프로그램이다.

## 진행자
- 김준우 : OBS 아나운서

## 코너
- 뉴스 일주
- 윤석천의 밑줄 경제